# Stazione di Foligno
Stazione di Foligno vasútállomás Olaszországban, Umbria régióban, Foligno településen.

## Vasútvonalak
Az állomást az alábbi vasútvonalak érintik:
- Ancona–Orte -vasútvonal
- Foligno-Terontola-vasútvonal

## Kapcsolódó állomások
A vasútállomáshoz az alábbi állomások vannak a legközelebb: 
- Stazione di Trevi (Ancona–Orte -vasútvonal)
- Stazione di Scanzano-Belfiore (Ancona–Orte -vasútvonal)
- Stazione di Spello (Foligno-Terontola-vasútvonal)